# Rohrersmühle
Rohrersmühle (fränkisch: Roraschmill) ist ein Wohnplatz der kreisfreien Stadt Schwabach (Mittelfranken, Bayern). Rohrersmühle liegt in der Gemarkung Schwabach.

## Geographische Lage
Der am rechten Ufer der Schwabach gelegene Ort ist mittlerweile in der „Rohrersmühlstraße“ aufgegangen. Die führt 100 Meter südlich zur „Penzendorfer Straße“ (=Staatsstraße 2239).

## Geschichte
Der Ort wurde 1332 als „Mül niederhalb Schwabachs“ erstmals schriftlich erwähnt. Im selben Jahr gelangte diese an das Nürnberger Klarissenkloster zur Begehung eines Jahrtages. 1455 verkaufte das Kloster die „Rorers Mühl“ an Hans Hager und Hans Merckel. Das Bestimmungswort des Ortsnamens ist der Familienname Rohrer. Gegen Ende des 18. Jahrhunderts bestand Rohrersmühle aus einem Anwesen. Das Hochgericht übte das brandenburg-ansbachische Oberamt Schwabach aus. Das Kastenamt Schwabach war für das Spital Schwabach mittelbar Grundherr der Mahl- und Sägmühle. Unter der preußischen Verwaltung (1792–1806) des Fürstentums Ansbach erhielt die Rohrersmühle die Hausnummer 498 des Ortes Schwabach.
Von 1797 bis 1808 unterstand der Ort dem Justiz- und Kammeramt Schwabach. Im Rahmen des Gemeindeedikts wurde Rohrersmühle dem 1808 gebildeten Steuerdistrikt Schwabach und der 1818 gebildeten Stadt II. Klasse Schwabach zugeordnet.

## Einwohnerentwicklung
| Jahr      | 001818 | 001836 | 001840 | 001861 | 001871 | 001885 |
| Einwohner | 9      | 15     | 15     | *      | 11     | 12     |
| Häuser    | 4      | 1      | 1      |        |        | 1      |
| Quelle    | [ 8 ]  | [ 9 ]  | [ 10 ] | [ 11 ] | [ 12 ] | [ 13 ] |

## Religion
Rohrersmühle ist seit der Reformation evangelisch-lutherisch geprägt und bis heute in die Stadtkirche St. Johannes und St. Martin (Schwabach) gepfarrt. Die Katholiken sind nach St. Sebald (Schwabach) gepfarrt.